# Willy Kramm
Franz Guido Willy Kramm (auch Willi; * 7. Oktober 1884 in Berlin; † September 1945 in Landsberg an der Warthe, Lager 4) war 1945 kurzzeitig Bezirksbürgermeister von Berlin-Tempelhof.

## Leben
Willy Kramm wurde als Sohn des Eisenbahn-Assistenten Ferdinand Hugo Kramm und dessen Ehefrau Johanne Emilie Caroline geb. Buchweiz geboren.
Nach seinem Studium der Rechtswissenschaften begann Kramm um 1917 als Gerichtsassessor eine juristische Laufbahn. Er promovierte anschließend und war etwa ab 1925 als Magistratsrat in der Berliner Verwaltung tätig. Um 1929 arbeitete Kramm als Dezernent im Büro des Tempelhofer Bezirksbürgermeisters Reinhard Bruns-Wüstefeld und war außerdem mit bezirklichen Grundstücks- und Tiefbauangelegenheiten betraut. Kramm wohnte in der Tempelhofer Schönburgstraße 8–9.

### Bezirksbürgermeister von Berlin-Tempelhof
Kramm wurde nach der Eroberung Tempelhofs durch sowjetische Truppen am 29. April 1945 von der sowjetischen Ortskommandantur als Bezirksbürgermeister eingesetzt. Nur wenige Tage später wurde bekannt, dass Kramm Mitglied der NSDAP gewesen war. Am 17. Mai 1945 wurde Kramm durch die sowjetische Militärverwaltung abgesetzt; seinen Posten übernahm Jens Nydahl (SPD).
Einen Tag nach seiner Entlassung wurde Kramm von der sowjetischen Militärverwaltung verhaftet. Er kam im September 1945 in einem Speziallager des NKWD in Landsberg an der Warthe um. Seine Todesurkunde gibt "Dickdarmentzündung" als Todesursache an. Er war ab 7. Mai 1921 mit Hildegard Martha Maria Katharina Vorsheim verheiratet. Die Ehe wurde 1931 geschieden und Kramm heiratete 1933 in Leipzig nochmals.